# Майссана
Майссана (итал. Maissana) — коммуна в Италии, располагается в регионе Лигурия, в провинции Ла Специя.
Население составляет 707 человек (2008 г.), плотность населения составляет 16 чел./км². Занимает площадь 45 км². Почтовый индекс — 19010. Телефонный код — 0187.
Покровителем коммуны почитается святой апостол Варфоломей, празднование 24 августа.

## Демография
Динамика населения:

## Администрация коммуны
- Официальный сайт: https://web.archive.org/web/20060819140518/http://www.maissana.info/